# Michel Berto
Pour les articles homonymes, voir Berto.
Michel Berto (de son vrai nom Michel Hugues Ernest Noël Bertoliatti) est un acteur français et metteur en scène de théâtre, né le 25 décembre 1939 à Grenoble et mort le 2 janvier 1996 à Paris,,,.

## Biographie
Il fonde la compagnie Off Limits, il crée la dernière pièce d'Arthur Adamov Si l'été revenait à la Cartoucherie de Vincennes en 1971. Associé à Jean-Michel Ribes, dans la Compagnie Michel Berto-Jean-Michel Ribes, il met en scène plusieurs pièces dont, en 1975, La Poisson de René Gaudy.
Charles Trenet lui écrit la chanson Michel.
Il a été marié à l'actrice Juliet Berto, puis à l'actrice Marie Berto.

## Filmographie

### Cinéma
- 1971 : Out 1 : Noli me tangere de Jacques Rivette
- 1971 : Défense de savoir de Nadine Trintignant
- 1974 : Zig-Zig de László Szabó
- 1974 : Que la fête commence... de Bertrand Tavernier
- 1974 : Erica Minor de Bertrand Van Effenterre
- 1975 : Le Jeu avec le feu d'Alain Robbe-Grillet
- 1976 : Moi, Pierre Rivière, ayant égorgé ma mère, ma sœur et mon frère... de René Allio
- 1977 : La Septième Compagnie au clair de lune de Robert Lamoureux
- 1977 : Des enfants gâtés de Bertrand Tavernier
- 1977 : Roberte de Pierre Zucca
- 1978 : L'Argent des autres de Christian de Chalonge
- 1978 : En l'autre bord de Jérôme Kanapa
- 1979 : Le Mors aux dents de Laurent Heynemann
- 1979 : Mais ou et donc Ornicar de Bertrand Van Effenterre
- 1979 : Ils sont grands, ces petits de Joël Santoni
- 1979 : La Guerre des polices de Robin Davis
- 1979 : La Dérobade de Daniel Duval
- 1979 : Bobo Jacco de Walter Bal
- 1980 : C'est encore loin l'Amérique ? de Roger Coggio
- 1981 : La Provinciale de Claude Goretta
- 1981 : Beau-père de Bertrand Blier
- 1981 : Malevil de Christian de Chalonge
- 1981 : Neige de Juliet Berto et Jean-Henri Roger
- 1982 : Qu'est-ce qu'on attend pour être heureux ! de Coline Serreau
- 1983 : Le Bon Plaisir de Francis Girod
- 1983 : Vive la sociale ! de Gérard Mordillat
- 1983 : Merry-Go-Round de Jacques Rivette
- 1985 : Blessure de Michel Gérard
- 1985 : Le Mariage du siècle de Philippe Galland
- 1985 : Kubyre - court métrage - de Pierre-Henry Salfati
- 1986 : États d'âme de Jacques Fansten
- 1986 : La Femme secrète de Sébastien Grall
- 1986 : Les Fugitifs de Francis Veber
- 1987 : L'Œil au beur(re) noir de Serge Meynard
- 1990 : Dédé de Jean-Louis Benoît
- 1990 : Aujourd'hui peut-être... de Jean-Louis Bertuccelli
- 1990 : Merci la vie de Bertrand Blier
- 1991 : Les Enfants du naufrageur de Jérôme Foulon
- 1992 : À demain de Didier Martiny
- 1993 : Jeanne la Pucelle de Jacques Rivette
- 1995 : Les Trois frères de Didier Bourdon et Bernard Campan : Le greffier

### Télévision
- 1979 : Les Quatre Cents Coups de Virginie de Bernard Queysanne
- 1982 : Julien Fontanes, magistrat de François Dupont-Midy, épisode : Une fine lame
- 1983-1984 : Merci Bernard, série de Jean-Michel Ribes (6 épisodes)
- 1985 : Le Génie du faux de Stéphane Kurc
- 1988 : L'Argent de Jacques Rouffio
- 1990 : Les Dossiers secrets de l'inspecteur Lavardin - téléfilm : Le Diable en ville de Christian de Chalonge
- 1991 :  Tout est bien qui finit mal  de Charles Maître réalisé par Emmanuel Fonlladosa
- 1991 : La Grande Collection, épisode Les Disparus de Saint-Agil de Jean-Louis Benoît
- 1993 : Maigret : Maigret et l'homme du banc d'Étienne Périer
- 1997 :  Une soupe aux herbes sauvages de Alain Bonnot

## Théâtre

### Comédien
- 1962 : L'Azote de René de Obaldia, mise en scène René Lesage, Comédie des Alpes
- 1967 : Le Roi Faim de Leonid Andreïev, mise en scène Pierre Debauche, Théâtre Récamier
- 1968 : Le Roi Faim de Leonid Andreïev, mise en scène Pierre Debauche, Maison de la Culture du Havre
- 1974 : Les Bottes de l'ogre et La Résistance, mise en scène Philippe Adrien et Jean-Claude Fall, Théâtre des Amandiers
- 1975 : La Poisson de René Gaudy, mise en scène Michel Berto, Théâtre Paul Éluard Choisy-le-Roi
- 1975 : On loge la nuit-café à l'eau de Jean-Michel Ribes, mise en scène de l'auteur, Festival du Marais Hôtel de Donon, Espace Pierre Cardin
- 1975 : Dieu le veut de Jean-Michel Ribes, mise en scène de l'auteur, Festival d'Avignon
- 1977 : Vole-moi un petit milliard de Gérard Saint-Gilles (pseudonyme de Fernando Arrabal), mise en scène de Michel Berto Cie Michel Berto-Jean-Michel Ribes, Théâtre Daniel Sorano, Vincennes
- 1979 : Rue du théâtre de Régis Santon, mise en scène Marie-France Santon, Festival d'Avignon
- 1980 : À la renverse de Michel Vinaver, mise en scène Jacques Lassalle, Théâtre national de Chaillot, Théâtre Jean Vilar Vitry-sur-Seine
- 1983 : Des jours et des nuits d'Harold Pinter, mise en scène François Marthouret, Théâtre de la Gaîté-Montparnasse
- 1984 : L'Ouest, le vrai de Sam Shepard, mise en scène Jean-Michel Ribes & Luc Béraud, Théâtre de l'Athénée-Louis-Jouvet
- 1985 : L'Ouest, le vrai de Sam Shepard, mise en scène Jean-Michel Ribes & Luc Béraud, Théâtre des Célestins, tournée
- 1993 : La Résistible Ascension d'Arturo Ui de Bertolt Brecht, mise en scène Jérôme Savary, Théâtre national de Chaillot

### Metteur en scène
- 1966 : Le Misanthrope de Molière, Jugendfestpielstreffen de Bayreuth, Marienbad (en tournée)
- 1969 : La Tempête de William Shakespeare, Festival d'Avignon
- 1971 : Les Trois Mousquetaires d'Alexandre Dumas, Festival de la Cité Carcassonne, Festival de Collioure
- 1972 : Le Remora de Serge Rezvani, Théâtre national de l'Odéon
- 1972 : Si l'été revenait de Arthur Adamov, Cartoucherie de Vincennes
- 1975 : La Poisson de René Gaudy, Théâtre Paul Éluard Choisy-le-Roi
- 1975 : Omphalos Hôtel de Jean-Michel Ribes, Théâtre national de Chaillot
- 1977 : Vole-moi un petit milliard de Gérard Saint-Gilles (pseudonyme de Fernando Arrabal), Cie Michel Berto-Jean-Michel Ribes, Théâtre Daniel Sorano, Vincennes
- 1978 : La Nuit du 13 de Sandra Nils, Théâtre Marie Stuart
- 1985 : Impasse-Privé de Christian Charmetant et Antoine Duléry, Théâtre de l'Athénée
- Aller-retour mise en scène Michel Berto